# Handbuch der Vermessungskunde
Das Handbuch der Vermessungskunde ist eine 14-bändige Fachbuchreihe über die klassischen Teilgebiete der Geodäsie.
Als Kurzbezeichnung wird auch JEK verwendet, womit die drei ursprünglichen Autoren Wilhelm Jordan, Otto Eggert und Max Kneissl bezeichnet werden.
Die erste Auflage erschien 1872 als Taschenbuch der praktischen Geometrie. Ab der zweiten Auflage 1877 lautete der Titel Handbuch der Vermessungskunde und galt bald als weltweites Standardwerk der einzelnen Teilgebiete. Bis etwa 1972 wurden sie durch Neuauflagen auf dem jeweils aktuellen Stand der Technik gehalten. Ab 1956 wurde die Reihe von Max Kneissl (München) neu konzipiert und erweitert, später aber zugunsten spezieller Bücher nicht mehr als komplette Reihe weitergeführt. Dennoch haben einzelne Bände bis heute eine große Bedeutung als Grundlage des Fachs, unter anderem jene von Max Kneissl, Karl Ledersteger und Karl Ramsayer.

## Letzte Ausgaben
- Martha Näbauer: Mathematische Grundlagen, Ausgleichungsrechnung und Rechenhilfsmittel (= Handbuch der Vermessungskunde. Band 1). 10. Auflage. Metzler, Stuttgart 1961.
- Willi Beck: Geländeformen, Reproduktion, topographische Karten und Karten-Abbildungen (= Handbuch der Vermessungskunde. Band 1a). 10. Auflage. Metzler, Stuttgart 1957.
- Max Kneissl: Feld- und Landmessung, Absteckungsarbeiten. mit Anhang „Hilfstafeln und Rechenbeispiele“ (= Handbuch der Vermessungskunde. Band 2). 10. Auflage. Metzler, Stuttgart 1963.
- Karl Ramsayer: Geodätische Astronomie (= Handbuch der Vermessungskunde. Band 2a). 10. Auflage. Metzler, Stuttgart 1970.
- Max Kneissl: Höhenmessung, Tachymetrie (= Handbuch der Vermessungskunde. Band 3). 10. Auflage. Metzler, Stuttgart 1956.
- Karl Rinner, Rudolf Burkhardt: Photogrammetrie (3 Bände) (= Handbuch der Vermessungskunde. 3a). 10. Auflage. Metzler, Stuttgart 1972.
- Max Kneissl: Mathematische Geodäsie (Landesvermessung) (= Handbuch der Vermessungskunde. 4 (in 2 Bänden)). 10., völlig neu bearb. u. neu gegliederte Auflage. Metzler, Stuttgart 1959.
- Hans Gamperl: Ländliche Neuordnung (= Handbuch der Vermessungskunde. 4b). 10. Auflage. Metzler, Stuttgart 1967.
- Karl Ledersteger: Astronomische und physikalische Geodäsie (Erdmessung) (= Handbuch der Vermessungskunde. Band 5). 10., völlig neu bearb. u. neu gegliederte Auflage. Metzler, Stuttgart 1969.
- Anton Graf: Gravimetrische Instrumente und Messmethoden (= Handbuch der Vermessungskunde. Band 5a). 10., völlig neubearb. u. neu gegliederte Auflage. Metzler, Stuttgart 1967.
- Karl Rinner, Friedrich Benz: Die Entfernungsmessung mit elektro-magnetischen Wellen und ihre geodätische Anwendung (= Handbuch der Vermessungskunde. Band 6). Metzler, Stuttgart 1966.